# ポルトガルの奴隷貿易
ポルトガルの奴隷貿易（ポルトガルのどれいぼうえき）では、主に16世紀以降のポルトガル人によるアジア人の奴隷貿易について述べる。ポルトガルにおいては古くから奴隷制が存在し、古代ローマ、ウマイヤ朝など時代を通じてそのあり方が変化してきた。15世紀以降の大航海時代になると、黒人を奴隷とする大西洋奴隷貿易が盛んになるが、ポルトガル人のアジアへの進出に伴い、アジア人を奴隷とする奴隷貿易も行われるようになっていった。

## 概要

### ポルトガルにおける奴隷の定義
戦国時代の日本に来航したポルトガル商人は主従関係などにより一時的にでも自由でない労働者を奴隷と考えており、ポルトガル商人の理解する奴隷には様々な労働形態があったことが指摘されている。
奴隷という用語が労働形態、社会集団を隠蔽することで、ポルトガル人が理解していた奴隷の概念の詳細が把握されてこなかった。
ポルトガル人は日本で一般的な労働形態である年季奉公人も不自由な労使関係として奴隷とみなすなど、多くの日本人の労働形態はポルトガル人の基準では奴隷であり、誤訳以上の複雑な研究課題とされてきた。ポルトガルでは不自由な労使関係、主従関係における従属を奴隷と理解することがあり、使用される傭兵や独立した商人冒険家も奴隷の名称で分類されることがあった。
またポルトガル人は日本の社会での使用人や農民のことを奴隷と同定することがあった。1557年、ガスパル・ヴィレラは日本には貴族と僧侶、農民の社会階層があると論じ、貴族と僧侶は経済的に自立しているというが、農民は前二者のために働き、自分たちにはごくわずかの収入しか残らない奴隷状態にあると述べている。コスメ・デ・トーレスは日本の社会について以下のように語っている。
コスメ・デ・トーレスは日本人の地主は使用人に対して生殺与奪の権力を行使することができるとして、ローマ法において主人が奴隷に対して持つ権利 vitae necisque potestas を例証として使い、日本における農民等の使用人を奴隷と変わらない身分とした。
中世の日本社会では、百姓は納税が間に合わない場合に備えて、自分や他人を保証人として差し出すことができたという。税金を払わない場合、これらの保証は売却される可能性があり、農民と奴隷の区別をいっそう困難にした。

### 奴隷の購入
ポルトガルでは新たに奴隷を購入する際、以下の5つが正当な事由とされ、それ以外の理由で奴隷とされたものは解放されることが求められた。
1. 犯罪の刑罰を受けた囚人[9][注釈 1]
2. 正戦[注釈 2]（聖戦とは区別され、防衛戦争を指す[15][注釈 3][14]）による虜囚[注釈 4][9]
3. 志願奴隷（英: voluntary servitude）[9][注釈 5]（または年季奉公人[23]）
4. 極端な貧困など[24] により親がやむを得ず子を売る[注釈 6][注釈 7][9][注釈 8]
5. 奴隷の相続[注釈 9][9]

中世日本では人身永代売買が広く行われており、年季奉公が一般的になったのは江戸幕府以降だが、ポルトガル人が日本で購入した奴隷については、志願奴隷（数年で契約期間が終了する年季奉公人）が記録されている。
カスティーリャ王アルフォンソ10世の時代に編纂された法典、ラス・シエテ・パルティーダ（Las Siete Partidas）によると志願奴隷を購入するには5つの条件を満たす必要があった。
1. 奴隷になることに自由に同意した[33]
2. 合意した代価を受け取った[33]
3. 本人が自分の自由を認識していた[33]
4. 買い手が奴隷にされる状態を信じていた[33]
5. 売られた人が20歳以上であった[33]

日本人の志願奴隷（年季奉公）の中には、マカオへの渡航のみを希望したり、ポルトガル人に雇われることができず、自らを売った者などがいたという。彼らの中にはマカオに上陸するなり、明の管轄する領土に移動して労働契約を一方的に破棄する事例が続出した。この結果、多くのポルトガル人は以前と同じ量の日本人奴隷を買わなくなったという。
日本の社会情勢はこうした奴隷貿易に有利であった。内戦の資金を求めて軍事指導者が要求した増税は、国民の貧困化を招き、多くの日本人が奴隷制を生き残るための代替戦略として捉えた。

### 奴隷貿易の規制
1520年に制定された「インド法（スペイン語：Ordenações da Índia）」では王室の所有する船や、インドからポルトガルに香辛料を運んで来る私船では、たとえ船長や財務監督の許可があっても、男性奴隷および女性奴隷の乗船を禁じている。1520年3月のインド総督ディオゴ・ロペス・デ・セケイラへの書簡では、例外として船の安全のために必要であれば、男性奴隷である限り20人までの乗船を認めると定めている。男性奴隷は船の航行を助けるのに十分な能力と知識を持つ限りにおいて乗船を許可された。
1537年6月2日に教皇パウルス3世はアメリカ大陸の先住民と、将来出会うすべての未知の民族や異教徒を奴隷にすることを禁じた勅令スブリミス・デウスを発令した。1542年のインディアス新法によると、いかなる理由においても先住民を奴隷とすることを禁じている。日本人や中国人等の東洋人は法的にはインディオ（先住民）と見なされていた。
セバスティアン1世 (ポルトガル王)は日本人の人身売買禁止の勅許を1571年に発布していたが、1567年にはエチオピア、日本、中国からの奴隷の売買を禁止する法律があったとされ、奴隷貿易の禁止令はそれ以降も繰り返されていくことになる。
1591年4月付けの教皇勅書（Bulla Cum Sicuti）において、ローマ教皇グレゴリウス14世は奴隷にされたフィリピンの先住民に可能な限り賠償を行うよう命じ、また奴隷の所有者には破門の罰則を課して、島内のすべての先住民奴隷を解放するよう命じている。
1595年、ポルトガルでは中国人と日本人の奴隷の人身売買を禁止する法律が可決されていた。1605年にはゴアとコチンに居住する日本人奴隷が解放を裁判所に求めることを可能とするフェリペ3世 (スペイン王)の勅令が通達されている。フェリペ三世は全ての女性奴隷のメキシコ移送を禁止している。

### 奴隷の需要と供給
16世紀初頭にはすでにアフリカから大西洋諸島やポルトガル南部への奴隷貿易のネットワークが確立されていた。またアフリカ大陸で人身売買に関心を持つ供給源を見つけることは難しくなかった。アジアのポルトガルの領地には大規模なプランテーションは存在せず、アジアで人身売買を大量に必要とする地域もなかった。アジアでの奴隷の需要は家内労働に限られており、奴隷貿易の需要は少なかった。
アフリカからの奴隷の大量供給は、地理的に近いためにコストが低く、短期間で実現可能であった。反面、インドとリスボン間の航路を許可された私有船にとっては莫大なコストを賄わなければならず、アジアでのポルトガル商人の関心は奴隷貿易に比べて大きな利益をもたらす香辛料に向けられていたと見られる。アジア人奴隷は家事使用人、専門の職人、所有者の名誉や地位を高めるために連れてこられる奴隷などの高い付加価値を持つ職種に限定されていった。アジアでの奴隷貿易は、南ポルトガル、大西洋諸島、南米のプランテーション所有者の要求に応えるためという理由は皆無であり、輸送コストの高いアジアから南米やポルトガルへ大規模な奴隷貿易が行われることもなかった。

### 奴隷の出身地
16世紀のポルトガルにおいて中国人奴隷（人種的な区別の文脈であるため日本人奴隷も含む）の数は「わずかなもの」であり、東インド人、改宗イスラム教徒、アフリカ人奴隷の方が圧倒的に多かった。フィリッポ・サッセッティ（Filippo Sassetti）はリスボンにいた奴隷の大部分が黒人だったものの、幾人かの中国人を目撃したと証言している。
フィリピンからアカプルコに送られた奴隷の出身地をデータベース化した歴史学者タチアナ・セイジャスによると、アジア人奴隷はインドやベンガル等のポルトガルが進出していた地域の出身が多かった。
| 奴隷の出身地         | 人数 |
| -------------------- | ---- |
| スペイン領フィリピン | 62   |
| イスラム系フィリピン | 17   |
| インド               | 68   |
| ベンガル             | 30   |
| インドネシア         | 15   |
| マレーシア           | 9    |
| スリランカ           | 6    |
| 日本                 | 4    |
| マカオ、中国         | 3    |
| ティモール           | 2    |
| 不明                 | 9    |

メキシコシティにいた東洋人のうち、女性の比率は22％であった。東洋人「indios chinos」の3分の1は奴隷であり、そのほとんどがフィリピンやインドから来ており、日本やブルネイ、ジャワ島からの流入はごく少数だった。アジア人奴隷は大西洋奴隷貿易に比べてはるかに少なかったと考えられている。
| 出身地             | 居住者の総人数 | 奴隷の人数 |
| ------------------ | -------------- | ---------- |
| フィリピン         | 150            | 27         |
| ポルトガル領インド | 65             | 54         |
| 日本               | 35             | 3          |
| ブルネイ           | 3              | 3          |
| ジャワ             | 1              | 1          |
| 合計               | 254            | 88         |

1595年の異端審問の調査によるとメキシコ市の黒人奴隷の人口は10,000人いたとされるが、アジア人奴隷と判明している88人はその1%にも満たない。ムラートと合わせると自由な黒人は1,500人いたと見られている。
一隻のガレオン船に平均して30人の奴隷が乗船していたと推計されており、1565年から1673年の期間に、3,630人のインディオス・チーノスの奴隷がヌエバ・エスパーニャに入国したと試算されている。

### 奴隷貿易に使用されたポルトガル船
船倉内に可能な限り多くの奴隷を入れることを可能とした奴隷船が登場するのは17世紀以降である。1570年、セバスティアン1世 (ポルトガル王)は300トン以下、450トン以上の船の建造を禁止している。ポルトガルは最盛期でさえも300隻以上の船を保有しておらず、1585年から1597年までにインドへ出航した66隻のうち無事に戻ってきたのは34隻だけであった。16世紀から17世紀を通じてポルトガル―インド間を運行したナウ船の中でも最大級のものは載貨重量トン数600トン（現代の計算方法で換算すると排水量1100トン）にもなり乗組員、乗客、奴隷、護衛の兵士を含む400-450人を乗せることができたという。載貨重量トン数900トンのナウ船は77人の乗組員、18人の砲兵、317人の兵士、26の家族を乗船させることができた。
日明間の航路は、貿易風の特性により年1回に限定され、ナウ船1隻の使用により利益最大化が図られた。しかし、1594年から1614年にかけて、マカオからの年次船は8回にわたり到着に失敗するなど、航海の成功は不安定であった。ポルトガルのナウ船は毎年1000〜2500ピコ（1ピコ＝60キログラム）の絹を運んだという。3000ピコは180トンの絹に相当するため船倉容積は250から400立方メートルと推定でき、それに武装、備品、乗組員、乗客、兵士、食料と水が加わっていたと推測される。硫黄、銀、海産物、刀、漆器等の日本特産品の入荷量によって乗船できる人数は上下したと考えられる。ルシオ・デ・ソウザはポルトガル船の奴隷の積載能力を評価しているが、ギヨーム・キャレは十分に正確で実質的な情報に欠けており、断片的なデータでは信頼できる推定値を再構築することはできないと批評している 。

## アフリカ

### 起源
イベリア半島ではムーア人とキリスト教徒が互いの生存をめぐって戦争を続けていた。その絶え間ない暴力の応酬の歴史によって、奴隷制が形成されていったと考えられている。ポルトガルの奴隷貿易は経済的、軍事的な必要性から開始され、段階的に拡大していった。15世紀初頭の南ポルトガルでは、サトウキビ畑の人員不足によって人件費は高騰し、農民が土地を出ていくとの苦情が相次ぐようになっていった。1441年、サハラ砂漠沿岸から捕虜を載せた最初の船が到着して以来、ムーア人の奴隷はポルトガルの農業にとって欠かすことのできない労働力となり、奴隷に関する法律の整備が始まった。

### イスラム世界との戦争
15世紀前半における奴隷の購入とは、イスラム教徒の征服によって捕らえられ奴隷化されたキリスト教徒の救出を主に意味していた。イスラム教国の軍事活動は奴隷貿易と連動しており、奴隷商人を弱めることは、ムーア人征服者の軍事力弱体化を意味した。ポルトガルはムーア人による奴隷貿易の独占を崩すために、キリスト教徒の奴隷を違法として解放することを定めると共に、ムーア人奴隷商人の扱っている非キリスト教徒の奴隷の取引を禁止し、軍事作戦の一環としてポルトガル人やポルトガル王に服属する異教徒が奴隷を購入するよう奨励した。
1441年のムーア人奴隷の最初のポルトガル到着から10年後の1452年には、オスマン帝国との戦争の支援を条件として、教皇ニコラウス5世によって西アフリカにおけるムーア人征服の権利と、非ムスリムも含む西アフリカ人の奴隷貿易について、ポルトガルの独占権が事後承認された。この勅書の一年以内にコンスタンティノープルはオスマン帝国によって陥落し、勅書を発布した本来の目的であるオスマン帝国の征服の阻止が果たされることはなかった。教皇勅書を得るためにポルトガル王室が申し出た軍事支援の代償として要求した条件には、北アフリカでの軍事作戦で占領した土地所有権の排他的権利と、ポルトガル人によってすでに行われていた奴隷貿易についてヨーロッパの国々の競争を排除する狙いがあった。1452年から1457年までにポルトガルが確保した一連の教皇勅書は1458年のエンリケ航海王子によるモロッコの都市アルカセルの攻略にとって不可欠だったと考えられている。西アフリカをポルトガルに委ねるという勅書の途方もない信任にも関わらず、この時期のポルトガル海上帝国は帝国としては名ばかりであり、貿易ネットワークの掌握を行う以上のことはできなかった。こうして追認された奴隷貿易はムーア人に対する軍事的な優位性をポルトガルにもたらすことになった。
奴隷貿易を行うこと、イスラム教徒を奴隷化することは香辛料貿易の保護の観点からも推奨されていた。北アフリカではキリスト教の回復、インドではイスラム教徒の追放という目的のために奴隷が許容されていった。捕虜となったムーア人については、キリスト教徒の捕虜と交換するまで拘束するよう定められ、一定期間の労働後に解放することを禁止していた。

### 奴隷制批判の時代
16世紀半ばになると、スペインでは教皇勅書スブリミス・デウスやバルトロメ・デ・ラス・カサスの批判によって、奴隷制の見直しが行われた。インディアス新法によって、スペインに征服された先住民はスペイン王室の臣民となり、権利が保護されるようになった。ポルトガルはスペインの新大陸進出の50年以上まえから西アフリカにおいてムスリムや非ムスリムのアフリカ人の人身売買を独占的に行っており、政治的、経済的、法的に疑問の余地を挟むことができないほど黒人奴隷に依存し、所有権も確立されていた。16世紀以降に奴隷貿易の批判が強まると、ポルトガルでは制度全体を見直す代わりに、特定の民族を奴隷とすることの正当性が論じられるようになった。
ポルトガルでは正戦の概念が議論されるようになるが、北アフリカの異教徒と、それ以外の異教徒を区別し、過去キリスト教徒の領地だった土地を占拠して、数世紀以上にもわたりキリスト教徒に被害を与えたムーア人への報復と懲罰の戦争は無条件に正戦の概念に組み入れられた。征服の大義名分は教皇勅書ではなく、政治的な決定に委ねられるとし「キリストの敵」と名指しされたムーア人との通商などの教会法で禁じられた行為の正当化も行われるようになった。
正戦の議論から日本人や中国人の奴隷は正戦の虜囚（iustae captivitas）でも、一般的な奴隷にも該当しないとされた。期限付きの隷属（temporali famulitium）のみが許容されるようになり、解放された奴隷はポルトガル王室の臣民ともなれたが、数世紀以上もポルトガルとの戦争が続いていたムーア人や、ポルトガル経済の生命線であったムスリムまたは非ムスリムのアフリカ人はこうした正戦の議論からは疎外された。

### 統計データ
アフリカ人奴隷の統計については、マルチソースデータセットから作られたデータベース『The Trans-Atlantic Slave Trade Database (TSTD)』（大西洋奴隷貿易データベース）が最も新しく信頼性が高いと考えられている。
『大西洋奴隷貿易データベース』はステファン・ベーレント、デビッド・エルティス、デービッド・リチャードソン、マノロ・フロレンティーノが共同で40年かけて構築しており、信頼性が高い研究成果として査読付き学術雑誌の論文でも評されており、36,000件の奴隷貿易の航海記録から構成されたデータは、これまでに行われた80%以上の奴隷に関係する航海の情報を含むとしている。
| 期間      | スペイン・ウルグアイ | ポルトガル・ブラジル | 英国      | オランダ | 米国    | 合計      |
| --------- | -------------------- | -------------------- | --------- | -------- | ------- | --------- |
| 1501-1550 | 31,738               | 32,387               | 0         | 0        | 0       | 64,125    |
| 1551-1600 | 88,223               | 121,804              | 1,922     | 1,365    | 0       | 213,380   |
| 1601-1650 | 127,089              | 469,128              | 33,695    | 33,528   | 824     | 667,894   |
| 1651-1700 | 18,461               | 542,064              | 394,567   | 186,373  | 3,327   | 1,207,738 |
| 1701-1750 | 0                    | 1,011,143            | 964,639   | 156,911  | 37,281  | 2,560,634 |
| 1751-1800 | 10,654               | 1,201,860            | 1,580,658 | 173,103  | 152,023 | 3,933,984 |
| 1801-1850 | 568,815              | 2,460,570            | 283,959   | 3,026    | 111,395 | 3,647,971 |

## アジア

### 研究史
デボラ・オロペザ・ケレシーの2007年の博士論文以降、メキシコ人やアメリカ人の歴史家の間でアジア人奴隷についての関心が高まっている。ケレシーの論文はメキシコの一次資料と二次資料から中央アメリカへのアジア人奴隷の流入を明らかにしており、現時点で最も正確な研究として評価されている。翌2008年にはタチアナ・セイジャスがエール大学に博士論文を提出した。
日本人の奴隷に焦点をあてた最初期の史学研究は岡本良知「十六世紀日欧交通史の研究」(1936年、改訂版1942-1944年)とされている。日本の労働形態の歴史と、ポルトガル人の奴隷貿易との関連性についてはC・R・ボクサー「Fidalgos in the Far East (1550-1771)」（1948年）が指摘しており、奴隷という用語に隠蔽されていた多様な労働形態（例えば傭兵や商人）の存在を明らかにした。その後、この問題に新たな視点から取り組む動きはなく、牧英正「人身売買」 (1971年) 、藤木久志「雑兵たちの戦場中世の傭兵と奴隷狩り」（1995年）などによって日本側の資料から解明しようとする試みが行われた。
最新の日本人奴隷の研究成果については、ルシオ・デ・ソウザの著作「The Portuguese Slave Trade in Early Modern Japan」（2019年）がある。野心的な研究として高く評価される一方で、歴史学者ハリエット・ズーンドーファーはポルトガル人の逸話、発言や報告にある信頼性の低い記述を貧弱な説明と共にそのまま引用していること、どこで得られた情報なのかを示す正確な参考文献を提示しないために検証不可能であり、書籍中での主張に疑念を抱かさせるといった批判をしている。近世日本の社会経済史を専門とするギヨーム・カレはデ・ソウザが西洋圏の一次資料や二次資料に焦点を当てる一方で、日本における中世末期から17世紀までの奴隷制の慣行に関する膨大な研究成果を利用しなかったことで、依存と服従の形が隷属と見分けがつかないようなポルトガル人来航以前の日本の社会状況を知ることができず、日本における隷属の歴史から見たポルトガル人の特殊性への考察が欠けているとも論評している。
リチャード・B・アレンは、デ・ソウザは研究と議論の十分な文脈化ができておらず、ミクロとマクロの歴史を結びつける試みに失敗したという。発見した史料を埋もれさせたくない気持ちが先走って、木を見て森を見ずの状態に陥いることになったと指摘している。歴史家ホムロ・エハルトは、デ・ソウザが自身の推論に沿うように歴史的証拠を操作したと指摘している。このような選択的な史料の活用は、歴史的正確性よりも物語を優先させるという点で問題があるとした。また、エハルトはデ・ソウザの書籍内での主張の矛盾も指摘している。
ホムロ・ダ・シルヴァ・エハルトの2018年の博士論文「Jesuits and the Problem of Slavery in Early Modern Japan」は、グローバルな日本人奴隷貿易とイエズス会の役割に関する研究を大きく前進させるものとして高く評価されている。エハルトは、ヨーロッパ、ブラジル、日本の学術研究を融合させ、日本人奴隷制について包括的かつ詳細な史学分析を展開し、サラマンカ学派およびアジアのカトリック宣教における道徳神学的議論を、ポルトガル王権、教会、ならびに日本の大名や豊臣政権による法制度と関連づけて綿密に考察している。

### 背景
1514年にポルトガル人がマラッカから中国と貿易を行って以来、ポルトガル人が初めて日本に上陸した翌年には、マラッカ、中国、日本の間で貿易が始まった。中国は倭寇の襲撃により、日本に対して禁輸措置をとっていたため、日本では中国製品が不足していた。
当初、日本との貿易は全てのポルトガル人に開かれていたが、1550年にポルトガル国王が日本との貿易の権利を独占した。以降、年に一度、一隻に日本との貿易事業の権利が与えられ、日本への航海のカピタン・モールの称号、事業を行うための資金が不足した場合の職権売却の権利が与えられた。船はゴアを出航し、マラッカ、中国に寄港した後、日本に向けて出発した。
南蛮貿易で最も価値のある商品は、中国の絹と日本の銀であり、その銀は中国でさらに絹と交換された。金、中国の磁器、ジャコウ、ルバーブ、アラビアの馬、ベンガルの虎、孔雀、インドの高級な緋色の布、更紗、フランドルの時計、ヴェネチアガラスなどのヨーロッパ製品、ポルトガルのワイン、レイピアなどが、日本の銅、硫黄、漆器、武器（日本刀等）と交換された。日本の漆器は、ヨーロッパの貴族や宣教師を魅了した。
ポルトガル船の主要品目に硝石は含まれないが、古い家屋の床下にある土から硝酸カリウムを抽出する古土法、主にカイコの糞を使う培養法による硝石製造が五箇山等の各地で行われ国産化が進んだ。
一方でポルトガル人、アジア人、アフリカ人の船員は戦乱で捕獲され奴隷となっていた日本人を買うことがあり、ときにはアジア人奴隷、アフリカ人奴隷が日本人の奴隷を購入し所有した。こうして売られた奴隷の多くが日本人女性であり、故郷から離れた乗組員や奴隷に妻・家族、妾をもたせ懐柔するために奴隷の購入は許容された。ポルトガル領の奴隷の大部分はアフリカ系だったが、少数の中国人、日本人の奴隷の存在が記録されている。
ポルトガルの人口は小規模であるため、ポルトガルの海外進出は大量の奴隷を獲得して初めて可能になった。また奴隷の人種についてはアフリカ系が好まれた。15世紀後半から16世紀にかけて、ポルトガルの奴隷への依存度が問題視されることはなかった。奴隷は稼いだお金を貯めて自由を買うか、代わりの奴隷を買うことを許されれば、自由になることができた。女性の奴隷は、主人が結婚することを選べば、自由になれた。
アフリカ人奴隷はマカオの戦いで命をかけて勇敢に戦い、ポルトガルへの忠誠心をヤン・ピーテルスゾーン・クーンに称賛されるほどだった。

#### 日本国内の人身売買
鄭舜功の編纂した百科事典『日本一鑑』によると、南九州の薩摩では200-300人の中国人奴隷が家畜のように扱われていたと記録されているが、日本の奴隷市場は倭寇による中国人奴隷や朝鮮人奴隷の供給だけでなく、国内の下人などの奴隷供給にも依存していたことが指摘されている。
イエズス会士ルイス・デ・アルメイダは、1562年、薩摩国川辺郡泊港にて、中国人の女性奴隷の一団を記録している。彼によれば、これらの女性は「中国での戦争で日本人に捕縛され、売却された」者たちで、ポルトガル人に購入されていた。アルメイダは商人の商業行為を規制する権限を欠いていたため、やむを得ず、彼女たちの名誉と安全が航海で保たれるよう申し入れることしかできなかった。
飢饉や自然災害時に保護と引き換えに労働を申し出た者は日本社会では下人とみなされたが、宣教師は提供された対価の量に見合うだけの労働が完了した時点で下人の解放を助言するよう1567年のゴア評議会は定めていた。1567年のゴア評議会によれば、キリシタンは不当な理由で死刑判決を受けた犯罪者を救うときに身代金を提供することができたが、いかなる者も無償で金銭を提供することを強制されるべきではないため、救出者は引き換えに使用人として働かせることが許容されていた。日本では夫が領主によって刑罰をうけたときに、妻子も下人として所有・人身売買されることが頻繁にあったが、イエズス会士は犯罪者の妻子が下人になるべきでないと助言していた。また女性が父親や夫から逃げて領主の屋敷に保護を求めたときに、日本の慣習では女性を下人とすることを許容していたが、彼らが重大な犯罪を冒した場合を除いて、宣教師が解放を働きかけるよう定めていた。セルケイラはキリシタン大名でない日本の領主の課す重税によって親が子を売るよう強いられていたと述べているが、極限状況でない場合でも子供が売られていたことを問題視していた。

#### ポルトガル人来航以前の奴隷貿易
アジア人の奴隷貿易については倭寇に遡り、ポルトガル商人は新参者だった。前期倭寇は朝鮮半島、山東・遼東半島での人狩りで捕らえた人々を手元において奴婢として使役するか、壱岐、対馬、北部九州で奴隷として売却したが、琉球にまで転売された事例もあった。後期倭寇はさらに大規模な奴隷貿易を行い、中国東南部の江南、淅江、福建などを襲撃し住人を拉致、捕らえられたものは対馬、松浦、博多、薩摩、大隅などの九州地方で奴隷として売却された。1571年のスペイン人の調査報告によると、日本人の海賊、密貿易商人が支配する植民地はマニラ、カガヤン・バレー地方、コルディリェラ、リンガエン、バターン、カタンドゥアネスにもあった。倭寇の人狩りに加えて、古来から日本の戦場では戦利品の一部として男女を拉致していく「人取り」（乱妨取り）がしばしば行われており、乱妨取りや文禄・慶長の役（朝鮮出兵）により奴隷貿易はさらに拡大、東南アジアに進出し密貿易も行う後期倭寇によりアジア各地で売却された奴隷の一部はポルトガル商人によってマカオ等で転売され、そこからインドに送られたものもいたという。数少ないポルトガル商船の輸送力や奴隷の需要、食料供給、九州の人口を考慮するなら、日本人奴隷の取引量自体がそれほど大きかったとは考えられないが、奴隷貿易のネットワークはポルトガル、アフリカ、ゴア、マカオにまで及び地理的には大規模だった。イエズス会は倭寇を恐れており、1555年に書かれた手紙の中で、ルイス・フロイスは、倭寇の一団から身を守るために、宣教師たちが武器に頼らざるを得なかったことを語っている。

### 日本
1537年のスブリミス・デウスにおいて教皇パウロ3世はアメリカ先住民の奴隷化を無効だと宣言していたが、1541年のポルトガル船来航以降にも奴隷貿易が行われてきた。中世後期、ポルトガル船の来航以前は密貿易商をしていた倭寇等の海賊が東アジアにおける奴隷貿易を独占していた。
多くの文献において、日本人の奴隷交易の存在が述べられている。実際に取引された奴隷数については議論の余地があるが、反ポルトガルのプロパガンダの一環として奴隷数を誇張する傾向があるとされている。記録に残る中国人や日本人奴隷は少数で貴重であったことや、年間数隻程度しか来航しないポルトガル船の積荷（硫黄、銀、海産物、刀、漆器等）の積載量の限界、九州の人口、奴隷の需要、海賊対策のための武装、奴隷と貴重な貨物を離す独立した船内区画、移送中の奴隷に食料・水を与える等の輸送上の配慮の問題から、ポルトガル人の奴隷貿易で売られた日本人の奴隷は数百人以上の規模と考えられている。16世紀のポルトガルの支配領域において東アジア人の奴隷の数は「わずかなもの」で、インド人、アフリカ人奴隷の方が圧倒的に多かった。
歴史家の岡本良知は1555年をポルトガル商人が日本から奴隷を売買したことを直接示す最初の記述とし、これがイエズス会による抗議へと繋がり1571年のセバスティアン1世 (ポルトガル王) による日本人奴隷貿易禁止の勅許につながったとした。岡本はイエズス会はそれまで奴隷貿易を廃止するために成功しなかったが、あらゆる努力をしたためその責めを免れるとしている。
日本人の奴隷たちはヨーロッパに流れ着いた最初の日本人であると考えられており、1555年、ポルトガル人は日本人の奴隷の少女を買い取ってポルトガルに連れ帰ったと教会によって告発が行われている。日本マカオ間の定期航路の開通により規模が大きくなっていた奴隷貿易に対してイエズス会の宣教師たちは日本での奴隷貿易禁止の法令の発布を度々求めており、国王セバスティアン1世はカトリック教会への改宗に悪影響が出ることを懸念して、1571年に日本人の奴隷交易の中止を命令した。ポルトガル国王の勅令は遠隔地での法執行の困難さから、効果的に禁止令は執行されず事実上野放し状態となった。その一方でイエズス会士は禁止令以降も奴隷貿易禁止の執行や奴隷解放のロビー活動を続けた。
ポルトガルの奴隷貿易で数百人以上の日本人、特に故郷から遠く離れた異国で働く水夫等を懐柔するための奴隷として女性が売られたとされている。日本人の女性奴隷は、日本で交易を行うポルトガル船で働くヨーロッパ人水夫だけでなく、黒人水夫に対しても、妾として売られていた、とポルトガル人イエズス会士ルイス・セルケイラ (Luís Cerqueira) が1598年に書かれた文書で述べている。ポルトガル人がマレー人やアフリカ人の奴隷を所有し、その奴隷が日本人の奴隷を所有するというように、他の奴隷の奴隷になった者もいたという。
天正十四年(1586年)『フロイス日本史』は島津氏の豊後侵攻の乱妨取りで拉致された領民の一部が肥後に売られていた惨状を記録している。『上井覚兼日記』天正14年7月12日条によると「路次すがら、疵を負った人に会った。そのほか濫妨人などが女・子供を数十人引き連れ帰ってくるので、道も混雑していた。」と同様の記録を残している。天正十六年（1588年）8月、秀吉は人身売買の無効を宣言する朱印状で
と、天正十六年（1588年）閏5月15日に肥後に配置されたばかりの加藤清正と小西行長に奴隷を買ったものに補償をせず「買い損」とするよう通知している。同天正十六年（1588年）、同様のことを島津家にも命じている。こうした乱妨取りによって拉致された奴隷の一部がポルトガル商人、倭寇に転売された可能性はある。
1587年（天正15年）6月18日、豊臣秀吉は九州平定の途上で、当時のイエズス会の布教責任者であった宣教師ガスパール・コエリョとの夕食後、重臣達の御前会議で施薬院全宗が寺社破壊や奴隷貿易等を行っていると讒言をし高山右近に棄教をせまったが殉教を選ぶと拒否されたため、コエリョを詰問した。翌6月19日、キリスト教の布教を禁じる『吉利支丹伴天連追放令』（バテレン追放令）を発布した。バテレン追放令で奴隷貿易を禁じたとされるが、実際に発布された6月19日付けのバテレン追放令には人身売買を追求する文が（6月18日付けの覚書から）削除されており、追放令発布の理由についても諸説ある。バテレン追放令後の1591年、教皇グレゴリー14世はカトリック信者に対してフィリピンに在住する全奴隷を解放後、賠償金を払うよう命じ違反者は破門すると宣言、在フィリピンの奴隷に影響を与えた。
デ・サンデ天正遣欧使節記では、同国民を売ろうとする日本の文化・宗教の道徳的退廃に対して批判が行われている。
デ・サンデ天正遣欧使節記はポルトガル国王による奴隷売買禁止の勅令後も、人目を忍んで奴隷の強引な売り込みが日本人の奴隷商人から行われたとしている。
デ・サンデ天正遣欧使節記は、日本に帰国前の千々石ミゲルと日本にいた従兄弟の対話録として著述されており、物理的に接触が不可能な両者の対話を歴史的な史実と見ることはできず、フィクションとして捉えられてきた。遣欧使節記は虚構だとしても、豊臣政権とポルトガルの二国間の認識の落差がうかがえる。伴天連追放令後の1589年（天正17年）には日本初の遊郭ともされる京都の柳原遊郭が豊臣秀吉によって開かれたが、遊郭は女衒などによる人身売買の温床となり、江戸幕府が豊臣秀吉の遊郭を拡大して唐人屋敷への遊女の出入り許可を与えた丸山遊廓を島原の乱後の1639年（寛永16年）頃に作ったことで、それが「唐行きさん」の語源ともなっている。秀吉が遊郭を作ったことで、貧農の家庭の親権者などから女性を買い遊廓などに売る身売りの仲介をする女衒が、年季奉公の前借金前渡しの証文を作り、性的サービスの提供を本人の意志に関係なく強要することが横行した。元禄時代(1688-1704)の頃に唐人屋敷では中国人が日本人の家事手伝いを雇うことは一般的だったが、日本人女性は中国人が帰るときについていき大半のものが騙されて売春宿に売られたという。日本人女性の人身売買はポルトガル商人や倭寇に限らず、19世紀から20世紀初頭にかけても「黄色い奴隷売買」、「唐行きさん」として知られるほど活発であり、宣教師が批判した日本人が同国人を性的奴隷として売る商行為は近代まで続いた。
1596年（慶長元年）、長崎に着任したイエズス会司教ペドロ・マルティンス (Don Pedro Martins) はキリシタンの代表を集めて、奴隷貿易に関係するキリシタンがいれば例外なく破門すると通達している。
日本におけるポルトガルの奴隷貿易を問題視していた宣教師はポルトガル商人による奴隷の購入を妨げるための必要な権限を持たなかったため、永代人身売買をやめさせて契約期間を定めた年季奉公人とするように働きかけが行われた。一部の宣教師は人道的観点から隷属年数を定めた短期所有者証明書（schedulae）に署名をすることで、より大きな悪である期間の定めのない奴隷の購入を阻止して日本人の待遇が永代人身売買から年季奉公に改められるよう介入したとされている。日本における一時的な隷属の証明書は、1568年のメルキオール・カルネイロのマカオ到着に際して初めて記録され、公式または地域レベルで承認されていた。日本における宣教師の苦肉の策としての関与、特に短期所有者証明書の発行に関しては、1568年から1587年のバテレン追放令発布後の期間にかけて最も活発に行われたと考えられ、この時期以降、証明書発行の要件がより厳格化され、また発行が停止されるようになった。
マテウス・デ・クウロス等の宣教師らによって、人道的介入であっても関与自体が誤りであったとの批判が行われ、1598年以降、宣教師の人道的な関与についても禁じられた。1598年の人道関与の禁止決定についてはバテレン追放令によって、日本の国内法が奴隷貿易を違法としたことも影響していたとされる。宣教師の人道的介入が終わる1598年以降、新たに着任した司教ルイス・デ・セルケイラはスペイン・ポルトガル王に日本人と朝鮮人の期間的隷属を廃止するよう圧力をかけていくことになるが、ポルトガル商人による日本人奴隷の貿易は止まるどころか増加したという。
日本のイエズス会には奴隷貿易の中止に不可欠な権威と権力が欠如していることを巡察使ヴァリニャーノは繰り返し主張していた。ポルトガル領インドでは、アレッサンドロ・ヴァリニャーノらイエズス会士は奴隷取引への介入権を欠き、その合法性は世俗裁判所に委ねられた。司祭の役割は倫理的指導に限定され、取引阻止は不可能で、この慣行は17世紀まで続いた。日本では、1568年設立のマカオ司教区が1576年以降日本を管轄したが、司教不在により現地問題の解決が困難であった。イエズス会は独自の司教区設置を試みたが、ローマの明確な支援を要した。宣教師達は叱責や勧告では効果は望めないために、教会法が許す現地の社会力学に追従する道を探るようになっていった。奴隷制と同等の日本的隷属、奴隷制とは異なるが許容できる状態、許容不可能な状態の3つの労働形態を区別することで、宣教師達は現地の慣習に従うことを黙認するようになっていったと考えられている。
従来限られた権限しか持たなかった日本のイエズス会にとって、1592年のペドロ・マルティンスの司教叙任および1596年の長崎到着は、歴史的転換点となった。フランシスコ・ザビエル以来初の高位聖職者として日本に着任したマルティンスは、ポルトガル商人の人身売買に対する破門を宣言する権威と管轄権を得た。しかし、イエズス会は活動資金を商船隊長（カピタン・モール）に大きく依存しており、司教の世俗的権限も不足していた。カピタン・モールは日本におけるポルトガル王権の最高権威者かつ最大の権力者であり、彼と敵対した場合、国王の支援と承認がなければ、破門は理論上可能であったものの、その実効性は不確実であった。最終的にマルティンスは、ポルトガル商人の日本人および朝鮮人の奴隷取引による社会的混乱を問題視し、人身売買に対する破門を宣言することを決断した。マルティンスの死後、この奴隷取引反対の方針はセルケイラ司教により強化され、世俗的権限を要する問題としてポルトガル国王に委ねられた。
16世紀から17世紀への転換期、イベリア同君連合の第2代支配者であるポルトガル国王フィリペ2世（スペイン国王フェリペ3世）は、イエズス会の要請により、1571年の勅許を再制定して日本人の奴隷貿易の交易を中止しようとしたが、彼の政策はポルトガル帝国の地方エリートの強い反対に会い、長い交渉の末、イエズス会のロビー活動は失敗に終わった。
1603年、イエズス会の嘆願を受けてフィリペ2世は、1571年にセバスティアン1世 (ポルトガル王) が制定した日本人奴隷の貿易禁止令を執行する勅許を公布した。禁止令を根拠に日本人奴隷の取引を停止させようとした司教に従わないポルトガル商人が相次いだため、同内容の勅令が1603年、1604年、1605年に通達された。禁止令を受けて混乱した市民はゴア市議会に集まり、インド副王アイレス・デ・サルダーニャに陳情をしたが相手にされなかったため、判事達が国王に書簡で真実を説明をするまでの間は法律の執行を停止する騒動が起きた。アイレス・デ・サルダーニャが停止を認めなかったため、判事は副王が法律を無視し力づくで押し通していると主張した。判事はフィリペ2世に書簡において、ゴアのポルトガル市民、判事は、いかなる神聖な法も市民が資産を失うことを認めることはないとし、以下のように禁止令執行に反対する理由を述べた。
- 日本人奴隷だけが武器を扱うことに慣れており、ゴアの防衛に欠かすことができない。
- 日本人奴隷については隷属期間を限定した購入だけが許可されており、事実上の年季奉公人として期間が過ぎると解放されてポルトガル国王の忠実な臣民となるため、ポルトガルの法律では合法である。

日本人奴隷の購入禁止令と奴隷解放令への苦情を申し立てた上で、合理的な理由があるならば国王の命令に従うとしたが、国王はゴア市民の頑強な抵抗に屈して勅令は骨抜きにされ執行されなかった。
イエズス会は、囚人や奴隷を身代金の支払いによって解放し、彼らを施設で労働させる慣行を行っていたことが、明らかにされている。捕虜は非キリスト教徒に買われる前に救出され、数年間イエズス会の住居で働くことを条件とされた。例として、幼少期に救出されイエズス会の学校で学んだ日本人イエズス会員ジェロニモ城の事例が挙げられる。フラタニティや長崎の救貧院など、イエズス会が設置した組織は、船舶や売春宿から日本人奴隷、特に女性を救出する活動を行っていた。
一方、イエズス会士ルセナの回顧録やフロイスの書簡は、1587年3月の長与城の戦いにおける捕虜の扱いに関する記述で一致し、捕虜の合法性に対するルセナの懸念が示されている。1586年のクリスマス以降、健康が悪化した大村純忠に対し、ルセナは不当に捕らえられた捕虜の解放を迫り、告解の拒否を脅しに用いた。イエズス会は、告解や秘跡の提供を拒否する戦略を通じて、特に政治的影響力を持つ信徒に道徳的な行動を促していた。
改宗した奴隷や孤児は、キリスト教徒の監督下で教育を受け、キリスト教の信仰および「良き慣習」の習得が求められた。マヌエル法典は、異教徒の改宗者に対し、キリスト教の教化と適切な教育が必要であると定め、これらの努力は王と神への忠誠として評価された。さらに、売春宿や私的な売春行為は、司教やその代理人によって「悪魔の工房」として厳しく非難された。1568年に制定された『ゴア憲法』第四条では、売春宿の所有および運営が禁止され、違反者には罰金や公開羞恥の罰が科された。また、奴隷が売春を強制された場合には解放される規定が設けられていた。このように、イエズス会およびキリスト教団体は、奴隷の救出と改宗を通じた教化を推進しつつ、売春などの非道徳的行為の根絶に努めた。
1614年にイエズス会が追放された後も、イエズス会は日本人および朝鮮人奴隷の解放に尽力したが、ポルトガル商人は奴隷貿易を継続した。1614年以降、おそらくポルトガルとスペインによる日本人と朝鮮人奴隷の取引禁止令によって、オランダとイギリスが買い手として参入するようになった。多くの奴隷は、ポルトガル、オランダ、イギリス、スペインの商人により長崎や平戸で売買された。ポルトガル人が日本に上陸してから追放されるまで、推定で数百から数千人の日本人奴隷を取引したと考えられている。

### 朝鮮
豊臣秀吉の1587年バテレン追放令は、牧英正によると、道徳的反対ではなく労働力の枯渇という経済的懸念により発せられ、ポルトガル商人の奴隷貿易を一時的に停止させた。追放令と一連の制限により、宣教師達はポルトガル商人の奴隷貿易に介入することから一時的に解放されたが、間もなく朝鮮からの捕虜が長崎に移送されてくるようになり、状況は一変した。イエズス会が人道的な介入から撤退する一方で、豊臣政権はポルトガル人による朝鮮人の奴隷貿易を望むようになり、以前の制限は覆されていった。
秀吉は1597年の朝鮮侵略（文禄・慶長の役）では奴隷貿易を積極的に容認し、これを主要な産業へと変貌させた。日本の奴隷商人は約5万人から6万人の朝鮮人を捕虜とし、戦後の外交努力により7,500人のみが朝鮮に帰還した。ペドロ・マルティンス司教は、たとえ一時的な隷属であったとしても、日本人および朝鮮人を取引したポルトガル商人を破門することを決定し、この方針は後にセルケイラ司教によって強化された。
当時の記録は、日本の奴隷商人が朝鮮人捕虜を島々に連行し、ポルトガル商人に売却する「凄惨な光景」を描写している。ポルトガル商人は、これらの島々で取引を行うことで、マカオの禁止令およびマルティンス司教の破門を回避した。イエズス会がポルトガル商人の奴隷貿易に対する人道的な介入を完全に取りやめ、管轄権外の商人の破門を辞さない強い意思表示をした一方で、秀吉の政策は朝鮮人の奴隷化を助長し、従来の制限を事実上無効化した。1592年の『どちりなきりしたん』は、キリストの贖罪に基づく捕虜の解放をキリスト教徒の義務と強調したが、ヴァリニャーノが繰り返し主張したように、イエズス会には奴隷制の禁止を強制する権限がなかった。ポルトガル人は日本上陸以来、推定で数百から数千人の日本人奴隷を取引したが、日本に連行された朝鮮人奴隷の数はこれを大きく上回っていた。
文禄・慶長の役では、臼杵城主の太田一吉に仕え従軍した医僧、慶念が『朝鮮日々記』に
と記録を残している。渡邊大門によると、最初、乱取りを禁止していた秀吉も方向転換し、捉えた朝鮮人を進上するように命令を発していると主張している。多聞院日記によると、乱妨取りで拉致された朝鮮人の女性・子供は略奪品と一緒に、対馬、壱岐を経て、名護屋に送られた。薩摩の武将・大島忠泰の角右衛門という部下は朝鮮人奴隷を国許に「お土産」として送ったと書状に書いている。こうして乱妨取りされた朝鮮人の一部は、日本人の奴隷商人からポルトガル商人に転売されたという。
欧米の一部歴史家は、秀吉はポルトガル人による日本人奴隷売買を阻止した一方で、秀吉自身も乱妨取りによって拉致した朝鮮人の国内外での人身売買を誘発した面があることを指摘している。

### 中国
スペインにいる中国人奴隷の中には、少年の頃にポルトガルのリスボンに連れてこられて売られた後、スペインにたどり着いた者もいる。トリスタン・デ・ラ・シーナはポルトガル人に奴隷として連れて行かれた中国人であり、まだ少年だった1520年代にリスボンのクリストバール・デ・ハロに所有権がうつり、セビリアやバリャドリードで生活するために移送された。1525年のロアイサ遠征では通訳として報酬を得ていた。
ポルトガルの首都リスボンには少なくとも1540年には中国人の奴隷がいた複数の記録がある。現代の歴史家によると、中国人が初めてヨーロッパを訪れたのはポルトガル人侵入者によって、おそらく中国南部の沿岸で奴隷にされた中国人の学者がポルトガルに連れて行かれた1540年(あるいはその数年後)という。その中国人はポルトガルの歴史家ジョアン・デ・バロスに購入され、共に中国語の文書をポルトガル語に翻訳する作業に従事したという。
中国人の子供たちはマカオで誘拐され、まだ幼いうちにリスボンで売り払われた。フィリッポ・サッセッティ（Filippo Sassetti）はリスボンの大規模な奴隷集落において、大部分の奴隷が黒人だったものの、幾人かの日本人、中国人の奴隷を見かけたと報告している。
1595年にポルトガルにおいて中国人及び日本人奴隷の売買を禁ずる法律が制定された。

### マカオおよび中国沿岸部
16世紀以降、ポルトガルは中国の海岸部に交易のための港と居住地を確保しようとした。しかしながら基地を確保しようとする初期のこのような活動は、例えば寧波や泉州において行われたが、中国人に壊滅させられてしまった。引き続いて今度はポルトガル人入植者が暴力的な侵入を行い、略奪をし、ときには隷属化させた。
ポルトガル人のこのような振る舞いに対する不満が中国側の省の長官に届き、ポルトガル人の居住施設の破壊とその居住者の一掃が命じられた。1545年に、6万人の中国兵がポルトガル人が住み着いていた場所を急襲し、1,200人の居住者のうち800人が殺害され、25艘の船と42艇のジャンクが破壊された。
マカオでは、ポルトガルの初期植民地時代にあたる17世紀中葉までに、約5千人の奴隷が居住していた。さらに2千人のポルトガル人と、増え続ける中国人がおり、中国人は1664年には2万人に達した
。 
奴隷の数はその後数十年の間に千人から二千人の間へと減少した。ほとんどの奴隷はアフリカ出身であった。しかしアジア一帯からの出身の奴隷も含まれていた。すなわち、中国人、日本人、マレー人、インドネシア人そしてインド人である。そのほとんどが女性で、多くはポルトガル人の現地妻となっていた
。
1622年6月24日、オランダ共和国がマカオの戦いにおいてマカオを攻撃した。目的はこの地域をオランダ領にすることであった。オランダ軍はコルネリス・ライエルスゾーン（Kornelis Reyerszoon）隊長に率いられた800名の強力な侵略軍であった。数的に劣勢であったポルトガル側はオランダ軍の攻撃を撃退し、攻撃が繰り返されることはなかった。ポルトガル側の大多数はアフリカ人奴隷であった。そしてわずか2〜30人のポルトガル人の兵士と司祭が支援したが、この戦いの犠牲者の大多数はアフリカ人奴隷であった

。敗北の後、オランダの総督のヤン・クーンはマカオの奴隷たちについて「我々の民を打ち負かし追い出したのは彼らだ」と述べている

。
1800年代の清朝の時期に、イギリス領事は、ポルトガル人が未だに5〜8歳の子どもを人身売買していると記している

。
1814年に嘉慶帝が大清律例・礼律・祭祀の「禁止師巫邪術」の項に1つの条文を付け加えた。これは1821年に改訂が行われ、1826年に道光帝によって公布された。その条文により、ヨーロッパ人、すなわちポルトガル人キリスト教徒で、キリスト教への改宗を反省しない者については新疆にあるイスラームの都市に送り、奴隷の身分にするとされた。

## 各国奴隷の評価
1562年10月23日に記録された遺書には、エヴォラに住んでいたドナ・マリア・デ・ビリェナ（Dona Maria de Vilhena）という上流階級の婦人が保有するアントニオという名前の中国人奴隷について記載がある。アントニオという名前はエヴォラにおいて男性奴隷に付けられた3つのありふれた名前の1つだった。D. マリアは奴隷の中で特にアントニオを重用していたが、それは彼が中国人だったからである。D. マリアが保有していた15人の奴隷のなかで中国人が1人、インド人が3人、改宗イスラム教徒が3人であったことは彼女の社会的地位の高さを表している。なぜなら中国人奴隷、改宗イスラム教徒奴隷、インド人奴隷は評価が高く黒人奴隷より高価であったからである。D. マリアが死んだ時、その意思と遺言により12人の奴隷を自由の身分とし、さらに合計1万〜2万ポルトガルレアルのお金を彼らに遺している。マリア・デ・ビリェナの父親は上流階級出身の探検家のサンチョ・デ・トバル（Sancho de Tovar）でありソファラの提督であった。D. マリアは二回結婚し、一回目の結婚相手は探検家のクリストバン・デ・メンドンサ（Cristóvão de Mendonça）であり、二回目はディーウの提督のシマン・ダ・シルベイラ（Simão da Silveira）であった。
ポルトガル人は中国人や日本人などのアジア人奴隷をサハラ以南アフリカ出身の奴隷よりもずっと「高く評価していた」。ポルトガル人は知性や勤勉さといったものを中国人や日本人奴隷の特質であると見なしていた。このことが奴隷としての高い評価に繋がった。

## 奴隷の取扱い

### アフリカ
黒人奴隷の生活は、多くの点で白人の下層階級の生活と似ていた。白人と同じ服装、食事、仕事をし、同じ言葉を話し始め、ファーストネームで呼び合う等、ほとんどの奴隷は自分たちの状況に納得していたようである。しかし彼らは同じ法律、宗教、道徳の規範に従うことを期待されていた。奴隷の所有者は取得から6ヶ月後に洗礼を受けさせる義務があったが、10歳以上の奴隷（年季奉公人を含む）は洗礼を拒否することができた。洗礼は社会的包摂の一形態であり、洗礼をうけることでポルトガル王室と教会法の管轄に服し保護をうけることができた。
ポルトガルへの輸送の途上では、黒人奴隷たちは縛られ、手錠・南京錠および首輪によってお互いにつなぎ合わされることがあった。一部のポルトガル人の所有者らは、黒人奴隷たちが死なない限り、奴隷を鞭で打ったり、鎖で縛り付けたり、高温に熱した蝋や脂肪を奴隷の皮膚に注ぎかけて奴隷に罰を加えた。一部のポルトガル人は奴隷が自分の財産であることを示すために人間用の焼き印も用いていられることもあったという。
ポルトガルでは、このような残酷な行為は非常にまれであり、全体として公平に扱われていた。そのため、黒人奴隷が主人のもとから逃げ出すことはほとんどなかったと考えられている。ポルトガルにおける奴隷制度は、同化のしやすさや衣食住を含めた公平な待遇をうけ、また多くの黒人奴隷は、長年の忠実な奉仕と引き換えに自由を手に入れることができたが、外部からの雇用で得た賃金の一部で自由を購入する法的権利を行使することが一般的であった。
ポルトガルの奴隷制度では、奴隷は時には粗末に扱われることもあったが、ほとんどの場合、奴隷は公平に扱われ、多くの場合、自由民よりも良い扱いを受けていた。奴隷はカトリックに改宗し、言葉を覚え、クリスチャン・ネームを名乗ることによって、すぐにポルトガル社会の一員となった。ポルトガルには多くの奴隷がいたが、彼らの経済的役割は非常に小さく、反社会的団体に組織されてプランテーションで働くということはほとんどなかった。
最新の研究ではアジア人の奴隷は南米のプランテーションで働く黒人奴隷に比べて、より穏やかな家事奴隷として見直す動きがある。

### アジア
アジアでの奴隷に関しては、奴隷は一時的な身分として理解されていた。改宗はキリスト教化と社会的同化の前段階であり、奴隷化された人々の利益も考えられて制度が設計されていた。奴隷にされた個人としてはポルトガル領インドを離れた不安定な生活から、ポルトガル王室の臣民として安定した生活を得る好機でもあった。改宗は単純な信条の変更にとどまらず、社会的、政治的、経済的な意味での個人としての再出発を支援し、キリスト教徒の家庭で受ける指導と経験はポルトガルの植民地社会に溶け込み、同化して自由を得るまでの準備期間となりえた。奴隷を単なる犠牲者とみなさず、生き残りのために現実への適応を模索した個人と考えるなら、圧政の被害者ではなく、不利な状況に抗うためにポルトガルの流動的な社会構造に可能性を見い出して戦略的に適応したとも考えることができる。
アジアでは奴隷は期間的なものであり、奴隷にされた個人の利益のために面倒を見ることが、奴隷に対する主人の義務とされていた。奴隷は日曜日と聖日の休息を自由人と同じくとることができ、奴隷を働かせることに固執する主人はあの世で神に釈明せねばならないと警告されていた。
1599年、父親に売られて奴隷となっていた日本出身の奴隷ガスパール・フェルナンデスは、税務官の資産押収の一部としてヌエバ・エスパーニャに到着した後に身分確認の訴訟を提起した。事件の証人であるルイ・ペレスの息子たちは、12年間の期限付きで仕える契約で買われたと証言した。彼は訴訟において、王室がポルトガル人やスペイン人に日本人を奴隷にすることを禁止していることを指摘し、マカオやポルトガル領インドにおいて、日本人奴隷の販売を禁止する王令があり、奴隷の主要件である捕虜にされたこともなく、正戦の理論にも該当していないと説明して自身の境遇の不当さを列挙した。さらに故主人によって奴隷として扱われたことはないとして、主人の息子たちに証言をさせた。結論として日本人はインディオ（先住民）であり、他のインディオと同様に自由であると論証し、フェルナンデスは裁判官によって自由と宣言された。
1661年、ベンガル出身の奴隷ペドロ・デ・ラ・クルスが自由を求めて訴訟した際には、ベンガルがポルトガルやスペインの敵と見なされていない事を論拠とし、正戦の虜囚でないと主張した。裁判官はペドロを自由人として宣言し主人に解放を命じている。
インディオス・チーノスであるフィリピン人、日本人、中国人、朝鮮人は、東洋における先住民であることを根拠に自由を主張できたが、正戦によって捕らえられた「イスラム教徒のインディオ」の奴隷の正当性についても議論が行われるようになった。当時、ミンダナオ、ホロ、ブルネイの「イスラム教徒のインディオ」が「キリスト教徒のインディオ」を捕まえて奴隷にしており、フィリピンの南方諸島とは戦争状態だった。1655年にホロのイスラム教徒との戦争で捕らえられて奴隷にされたペドロ・デ・メンドサはインディオ（先住民）としての自由な権利を享受できると主張したが、この事件には結論がなくメンドサのその後は不明である。
1672年、マリアナ・デ・アウストリアへの報告書において、王室の勅令によってこれらのインディアス・チーノスは自由であり、王室の臣民として扱われるとし、チーノスに対する奴隷制の禁止はより厳しく定められていると検察官フェルナンド・デ・アロ・イ・モンテロソは記述している。さらにイスラム教徒やポルトガルの支配地域から来た者にも法が適用されると報告した。

## 奴隷制の禁止
奴隷交易を非難する声は大西洋奴隷貿易が行われたかなり初期から挙がっていた。その期間のヨーロッパにおいて奴隷制に対する非難を行った初期の人物の1人がドミニコ会のガスパル・ダ・クルス（Gaspar da Cruz）(1550- 1575)であり、彼は奴隷交易業者たちの「自分たちはすでに奴隷にされていた子供らを「合法的に」買っただけだ」という言い分を退けた人物である。
大西洋奴隷貿易が行われた初期の時期から、国王はアフリカ人以外の奴隷貿易を止めさせようと考えていた。ポルトガル人に珍重された中国人奴隷の取引は中国当局の官吏の要請に応じる形で取り組まれた。もっとも彼らは一般的に行われてもいたマカオや中国領内における人々を奴隷化する行為について特に反対していたわけではなかったが、何回かに渡って奴隷を領外に運びだすことを止めさせようと試みられた。1595年にポルトガルで民族的に中国人である奴隷の売買を禁止する布告が出された。そして1744年に清の乾隆帝が中国人の取り扱いを禁止した。さらに1750年に繰り返して命令を出した。しかしこれらの法律は奴隷貿易を完全に止めさせることはできず、16世紀には少人数の中国人奴隷がポルトガル南部のポルトガル人奴隷主によって所有されており(29〜34人)、1700年代まで続けられていた。アメリカ大陸の植民地では、ポルトガル人は中国人、日本人、ヨーロッパ人及びインディアンを砂糖のプランテーション農場で奴隷として働かせるのを中止した。 それはアフリカ人奴隷に限定された。
ポルトガル本土およびポルトガル領インドにおけるあらゆる形態の奴隷制の廃止はポンバル侯爵セバスティアン・デ・カルヴァーリョの布告を通じて1761年に行われた。続いて1777年にマデイラで行われた。大西洋奴隷貿易はイギリスの圧力の結果、1836年にはポルトガルおよび他のヨーロッパ勢力にとって確実に違法なものとなっていた。しかしながらアフリカのポルトガル植民地においては奴隷制が確実に廃止されたのは1869年であり、米国およびイギリスとの奴隷交易の抑制のための協定に続くものであった。1822年にポルトガルから独立したブラジル帝国では、奴隷制は最終的に1888年に廃止された。